# رولاند شالائی
رولاند شالائی (مجاری: Sallai Roland؛ زادهٔ ۲۲ مهٔ ۱۹۹۷) یک فوتبالیست حرفه‌ای مجارستانی است که به عنوان وینگر راست یا هافبک هجومی برای باشگاه گالاتاسرای در سوپر لیگ ترکیه بازی می‌کند. وی در تیم ملی فوتبال زیر ۲۱ سال، ۲۰ سال، ۱۹ سال و ۱۸ سال بازی کرده‌است.

## گالاتاسرای
در 13 سپتامبر 2024، باشگاه سوپر لیگ گالاتاسرای، اعلام کرد که قراردادی 4 ساله با رولاند شالائی به مبلغ 6 میلیون یورو امضا کرده است.